# 3679 Condruses
3679 Condruses este un asteroid din centura principală, descoperit pe 24 februarie 1984 de Henri Debehogne.